# Naoki Sōma
Naoki Sōma (相馬 直樹?, Sōma Naoki; Prefettura di Shizuoka, 19 luglio 1971) è un allenatore di calcio ed ex calciatore giapponese, di ruolo difensore.

## Carriera
È stato convocato 58 volte nel Giappone dove ha segnato 4 gol tra il 1995 e il 1999, comprese le tre partite disputate dal Giappone nel campionato mondiale di calcio 1998 in Francia. Ha segnato 13 gol in J. League dove è stato uno dei protagonisti della gloriosa era dei Kashima Antlers. Lasciò il calcio nel 2005 e successivamente è diventato commentatore televisivo.

## Statistiche

### Presenza e reti nei club
| Stagione | Squadra           | Serie       | Pres. | Reti |
| -------- | ----------------- | ----------- | ----- | ---- |
| 1994     | Kashima Antlers   | J. League   | 30    | 0    |
| 1995     | Kashima Antlers   | J. League   | 54    | 3    |
| 1996     | Kashima Antlers   | J. League   | 47    | 2    |
| 1997     | Kashima Antlers   | J. League   | 28    | 1    |
| 1998     | Kashima Antlers   | J. League   | 39    | 1    |
| 1999     | Kashima Antlers   | J. League 1 | 39    | 1    |
| 2000     | Kashima Antlers   | J. League 1 | 41    | 2    |
| 2001     | Kashima Antlers   | J. League 1 | 11    | 0    |
| 2002     | Tokyo Verdy       | J. League 1 | 33    | 0    |
| 2003     | Kashima Antlers   | J. League 1 | 23    | 3    |
| 2004     | Kawasaki Frontale | J. League 2 | 16    | 0    |
| 2005     | Kawasaki Frontale | J. League 1 | 17    | 0    |

### Presenze e reti in Nazionale
| Stagione | Squadra  | Pres. | Reti |
| -------- | -------- | ----- | ---- |
| 1995     | Giappone | 9     | 0    |
| 1996     | Giappone | 13    | 2    |
| 1997     | Giappone | 21    | 1    |
| 1998     | Giappone | 10    | 1    |
| 1999     | Giappone | 5     | 0    |

## Palmarès

### Club
- J. League: 4

Kashima Antlers: 1996, 1998, 2000, 2001
- J. League 2: 1

Kawasaki Frontale: 2004
- Coppa dell'Imperatore: 2

Kashima Antlers: 1997, 2000
- Coppa Yamazaki Nabisco: 2

Kashima Antlers: 1997, 2000
- Supercoppa del Giappone: 3

Kashima Antlers: 1997, 1998, 1999

### Nazionale
- Kirin Cup: 1

Giappone: 1996

### Individuale
- J-League Best Eleven: 1995, 1996, 1997, 1998
- Premio Fair-Play del campionato giapponese: 1

1998